# 交響曲第7番 (ショスタコーヴィチ)
交響曲第7番ハ長調作品60は、ソ連の作曲家ドミートリイ・ショスタコーヴィチの作曲した交響曲である。
1942年3月29日に「プラウダ」紙上にて
「私は自分の第七交響曲を我々のファシズムに対する戦いと我々の宿命的勝利、そして我が故郷レニングラードに捧げる」
と作曲者によって表明されたことから『レニングラード』という通称を持つ。

## 概要

### 戦火の中で作曲
ショスタコーヴィチの全作品中でも交響曲第5番と並び有名、かつ人気のある曲の一つでもある。ショスタコーヴィチの交響曲の中で最も演奏時間が長い。
第二次世界大戦のさなか、ナチス・ドイツ軍に包囲（レニングラード包囲戦）されたレニングラード（現在のサンクトペテルブルク）市内で作曲され、戦争をテーマとした交響曲として知られる。音楽の内容はきわめて壮大であり、ナチスのファシズムへの反感もあって、初演当時から共産圏はもちろん、非共産圏においても高く評価されていた。しかしそこにはソ連のプロパガンダを強く感じさせるものもあり、そうした影響から「壮大なる愚作」とも評価される。
1970年代後半に出された「ショスタコーヴィチの証言」でこの作品について「スターリンによって破壊され、ヒトラーによってとどめを刺された」レニングラードを意味する、と書かれたころに評価が変わり始めた。

### 作曲者の発言
作品完成直後の1941年12月27日に、疎開先クイビシェフでショスタコーヴィチ家のパーティーに招かれた隣人フローラ・リトヴィノワは、作曲者の次のような発言を回想している。
「ドミトリー・ドミトリエヴィチは言った。『ファシズム、それはもちろんあるが、ファシズムとは単に国家社会主義（ナチズム）を指しているのではない。この音楽が語っているのは恐怖、屈従、精神的束縛である』。その後、ドミトリー・ドミトリエヴィチは、第7番ではファシズムだけでなくソビエトの全体主義も描いた」
と語った。

### 9月17日のラジオ放送
1941年にショスタコーヴィチは、「人類の偉大な天才ウラジーミル・イリイチ・レーニンにささげる私の交響曲第7番を完成させたいと思っている」と言明していたが、1941年9月17日の作曲者によるラジオ放送は、多少のプロパガンダ的な要素もあるが多くの市民に感動を与え、抗戦意欲を高めた。「1時間前、私は、新しい交響的作品の最初の2つの楽章を書きあげました。」という呼びかけで始まる放送は、作品完成の暁には第7交響曲となることを説明したあと、故郷レニングラードへの熱い想いを訴え、「…わたくしは、かつて一度も故郷を離れたことのない根っからのレニングラードっ子です。今の厳しい張り詰めた時を心から感じています。この町はわたくしの人生と作品とが関わっています。レニングラードこそは我が祖国、我が故郷、我が家でもあります。何千という市民の皆さんも私と同じ想いで、生まれ育った街並み、愛しい大通り、一番美しい広場、建物への愛情を抱いていることでしょう。」としたあと、この作品を市民の前で発表することを誓って終わっている
。 このラジオ放送の中で「この町で普段と変わることなく日常生活が営まれていることをお伝えしたいからです。」という部分があるが、そのレニングラードはすでに、飢餓が始まっていた。

## 作曲
レニングラード包囲前の1941年8月頃から作曲が開始され、12月17日に完成。ただし、第1楽章はもっと前から出来上がっていたとする証言もある。ショスタコーヴィチは、独唱、コーラスとオーケストラのための、ダヴィデの詩篇のテキストに基づく曲を作曲し始めたが、7月19日にはその構想を捨て、のちに交響曲第7番の一部となる曲を書き始めた。それは単楽章で、最後は何らかの合唱で終わるはずのものであったが、このような過程を経て、最終的には4楽章の形に速やかになった

## 初演

### 世界初演
1942年3月5日、臨時首都クイビシェフの文化宮殿講堂にてサムイル・サモスード指揮、ボリショイ劇場管弦楽団。
ショスタコーヴィチの交響曲第7番の初演に際して、ソビエト政府はこれを国家的なイベントと捉え、さまざまなプロパガンダを打ち出した。
政府は作家のアレクセイ・ニコラエヴィチ・トルストイを世界初演が行われるクイビシェフに派遣させ、リハーサルの印象をプラウダ紙上で発表し、これを「ファシズムに対するロシア民族の戦いと勝利」と解説した。
初演後、楽譜は「国家機密」扱いとされ、クイビシェフでマイクロフィルムに収められた後、陸路でテヘランに運ばれ、カイロ経由で連合国側国家に運ばれた。
また、3月29日にはモスクワの労働組合会館の「円柱の間」で再演された。このモスクワ初演を成功させたショスタコーヴィチは、その功績からスターリン賞第一席を授与された。

### 国外初演
1942年6月22日、ロンドンのロイヤル・アルバート・ホールにおけるプロムスでの公演にてヘンリー・ウッド指揮ロンドン・フィルハーモニー管弦楽団による。

### アメリカ初演
1942年7月19日、アルトゥーロ・トスカニーニ指揮、NBC交響楽団。全世界にラジオ中継された。アメリカ国内では1942年からその翌年にかけて62回も演奏されている。初演の権利をめぐってトスカニーニ、レオポルド・ストコフスキー、セルゲイ・クーセヴィツキーの3者で争奪戦が起こり、「放送初演：トスカニーニ、公開初演：ストコフスキー、初録音：クーセヴィツキー」で決着したが、結局正式初演を行ったのはトスカニーニであった。

### レニングラード初演
レニングラード初演に先立って、1942年7月7日にレニングラードから疎開していたエフゲニー・ムラヴィンスキーとレニングラード・フィルハーモニー交響楽団がノヴォシビルスクにて演奏を行った。
そして1942年8月9日、カール・エリアスベルク指揮、レニングラード放送交響楽団の演奏でレニングラード初演が決行された。
レニングラード初演を担当したエリアスベルクは当初、戦時中の情勢下であることから、この交響曲の編成が三管編成程度であろうと予測していたが、実際は予想を大きく上回る五管編成という巨大な編成であったことから、初演のための演奏家不足に悩まされた。そうした事情からエリアスベルクは、共産党書記のニコライ・クズネツォフと面会し、前線から急遽演奏家たちを呼び戻し、オーケストラの欠員を補充することを要請した。最終的に前線から呼び戻された演奏家は、レニングラード出身者のみならず、ソビエト連邦を構成する各共和国出身の軍人音楽家なども呼ばれた。
この日はまさにドイツ軍のレニングラード侵入予定日であったが、演奏会のためにレオニード・ゴヴォロフが軍事作戦を発動させてソ連軍が激しい砲撃を行ったため、演奏が始まった5分後には砲撃音が聞こえ、会場内のシャンデリアが揺れたが、市民は砲撃音に慣れていたことから、音楽に聴き入った。

### 日本初演
1950年5月17日、東京の日比谷公会堂にて上田仁指揮、東宝交響楽団。

## 楽器編成
- 木管楽器
ピッコロ1、フルート2（2番はアルトフルート持ち替え）、オーボエ2、コーラングレ1、E♭管クラリネット1、クラリネット2、バスクラリネット1、ファゴット2、コントラファゴット1
- 金管楽器
  - 第一群
ホルン4、トランペット3、トロンボーン3、チューバ1
  - 第二群
ホルン4、トランペット3、トロンボーン3
スコアでは第一群と分けて書かれているが、「舞台裏で演奏せよ」等の指示は特にない。
- 打楽器、その他
ティンパニ、トライアングル、タンバリン、小太鼓、シンバル、大太鼓、タムタム、シロフォン、ピアノ、ハープ2
- 弦楽器
第1ヴァイオリン、第2ヴァイオリン、ヴィオラ、チェロ、コントラバス

## 楽曲構成
演奏時間は約75分。各楽章の副題は、ナチスの侵略を想起させると判断した作曲者本人によって廃案とされたものである。

### 第1楽章
Allegretto（「戦争」）　ハ長調　特殊なソナタ形式　演奏時間：約25〜30分
提示部では、生命力に満ちた第1主題「人間の主題」が力強く描かれる。第2主題「平和な生活の主題」は、極めて澄み渡った美しい主題であり後半においてピッコロ、独奏ヴァイオリンに印象的な高音のモチーフが現れて消えてゆく。その静けさを小太鼓のリズムが打ち破って、「戦争の主題」に置き換えられた展開部に突入する。この展開部はモーリス・ラヴェルの『ボレロ』に影響を受けたといわれ、「戦争の主題」が小太鼓のリズムにのって楽器を変えながら12回繰り返される（この小太鼓の用法はカール・ニールセンの『交響曲第5番』との関連が指摘されることがある）。その結末において全合奏による暴力的な侵攻が描き出された後、第2金管群が抗戦のテーマを訴えしばらくの間、2群の金管を擁した大迫力の音楽が続く。小太鼓が途切れた時点で第1主題が悲痛に叫ばれると音楽は静かになり、再現部に入る。再現部は葬送行進曲で、戦争の犠牲者へのレクイエムである。まずは第2主題が提示部とは対照的にファゴットにより暗く悲しげに現れ第1主題は明朗に奏でられるが、やがて悲劇的な色彩を強める。極めて静かに奏でられるコーダでは戦争の継続を示す「戦争の主題」が再び登場するが、その活動的なイントネーションは第4楽章における勝利を予感させる。
- 提示部第1主題「人間の主題」は「ソヴィエト国民の持つ勇気と自信‥」第2主題「平和な生活の主題」は、第1主題とともに「自由なソヴィエト人の肖像その勇気と堅忍…理想への熱望ともにみられよう」というような解釈がそれまではなされていた[23]。
- 「戦争の主題」は、前半部はムソルグスキーのオペラ『ボリス・ゴドゥノフ』第1幕、自作『ムツェンスク郡のマクベス夫人』からの、後半部はレハールのオペレッタ『メリー・ウィドウ』第1幕の第4曲「ダニロ登場の歌」からの引用であるという説がある[24][25]。かつてはこの主題は勇猛果敢なソビエト軍を表現しているという解釈が一般的であったが、前者は、民衆が脅されてボリスに帝位につくよう懇願するのとカテリーナが自らの犯罪をカムフラージュするための嘘泣きする主題に似ており、ショスタコーヴィチがそこにさまざまな暗喩を込めたとする説がある[26]。音楽作家のひのまどかは、この説に対して、似ていると言ってもリズムやメロディが異なる部分が多く、メロディのつぎはぎに意味を見出すのは無理があると述べている[26]。
- ダニロの歌には「それでも俺はマキシム[注釈 4]に行くぞ。あそこは神聖な祖国を忘れさせてくれる」という歌詞があり、作曲者の息子の名がマキシムであることを考えてもかなり重要な意味を持つといわれている[27]。
- 「戦争の主題」はバルトークが『管弦楽のための協奏曲』の第4楽章で引用しており、ショスタコーヴィチへの揶揄ともナチス批判とも取れる。

### 第2楽章
Moderato. Poco allegretto（「回想」）　ロ短調　4拍子のスケルツォ　演奏時間：約10分
ショスタコーヴィチはこの楽章について、「楽しい出来事や、過去の喜びを、穏やかな悲しみと憂愁が、霧のように包み込んでいる。」と解説した。木管による哀愁を帯びた主題が印象的である。戦闘の苛烈さを表すかのような金管の激しい咆哮でクライマックスを迎えるが、再現部で悲しげな表情に戻り静かに終わる。

### 第3楽章
Adagio（「祖国の大地」）　ニ長調　演奏時間：約18分
ショスタコーヴィチには珍しいタイプのアダージョであり、比較的叙情的で明るい内容を持つ。ショスタコーヴィチはこの楽章について、「作品の劇的な中心を成している。」と解説している。冒頭、崇高だが悲痛な嘆きをも思わせるコラール主題がffで奏された後、陽気で息の長い旋律が現れる。中間部では大地を疾走するような音楽が続き、再現部になる。バロック様式をとりながら祖国愛を表現している。第4楽章へ切れ目なく続く。

### 第4楽章
Allegro non troppo（「勝利」）　ハ短調 - ハ長調　演奏時間：約18分
勝利のフィナーレ。大きく3部分に分かれている。第3楽章から切れ目なく続く地響きのような低音とともに序奏が始まる。ここで登場する「タタタター」という同音連打はモールス信号の「V」（・・・－）すなわち「Victory」を表すとされ、曲中で執拗に登場する（ベートーヴェンの「運命」の動機のパロディという説もある）。急速なアレグロ調で開始する重要なモチーフが第1部で圧巻の展開を見せる。「作品の輝かしい帰結」と称された第2部では、サラバンド調の音楽が遅いテンポで続く。それは戦争の犠牲者を哀悼するようである。第3部においてはその速度を維持したまま基本モチーフが重厚に展開され、結末へのただ1本のクレッシェンドを形成する。その頂点で第1楽章の第1主題（「人間の主題」）が全楽器の絶叫によって打ち立てられ、序奏の同音連打が勝利の宣言となる。

## 評価
- この作品の引用（管弦楽のための協奏曲）で知られるバルトークは「国家の奴隷にまでなって作曲するものは、馬鹿」というコメントを残した。このコメントはショスタコーヴィチの耳に入っており、後日バルトークの引用が様々な形で含まれることとなった。交響曲第13番の第2楽章はその一例である。

- 現在では、ショスタコーヴィチはこの作品において、ナチス・ドイツのみならずソ連政府の暴力をも告発しているのだ、という説が有力になりつつある。そのため、記憶を現代に伝える歴史的な記念碑的作品としての見方もあり、再評価の動きが高まりつつある。

## 他ジャンルでの使用
- 映画「レニングラード攻防戦」（1974年 - 1977年、ソ連）の劇中でBGMとして使用されている。
- 1990年にアーノルド・シュワルツェネッガーが出演したアリナミンV（武田薬品工業）のテレビCMで、第1楽章の「戦争の主題」に歌詞を付けたものが使用された。「ちちんVVの唄」（作詞：魚住勉、歌：CM NETWORK）の曲名でCD化されている。
- 2013年4月13日放送の『BS世界のドキュメンタリー オリバー・ストーンが語るアメリカ史』第1回にBGMとして使用されている。

## この曲を録音したレニングラード出身の指揮者
- 1903年生　エフゲニー・ムラヴィンスキー
- 1932年生　ウラディーミル・フェドセーエフ
- 1932年生　ユーリ・アーロノヴィチ
- 1935年生　アレクサンドル・ドミトリエフ  （レニングラード初演を行ったサンクトペテルブルク交響楽団を起用）
- 1938年生　マクシム・ショスタコーヴィチ
- 1940年生　ドミトリー・キタエンコ
- 1952年生　セミョン・ビシュコフ
- 1976年生　ヴァシリー・ペトレンコ

## 関連作品
ショスタコーヴィチの交響曲のうち、第7番から第9番までの3曲は第二次世界大戦と深い関係があり、「戦争三部作」とも呼ばれる。
- 交響曲第8番 - 第7番において戦争の表面的な表現ばかりに注意が向いてしまったことに対するショスタコーヴィチ自身の不満から、第8番では戦争によって生じる内面的な悲しみを表現しようと試みている。
- 交響曲第9番 - 第二次世界大戦の勝利を記念して作曲された作品だが、あまりにも軽妙洒脱であったために当局の意に沿わず、これが後のジダーノフ批判へとつながっていく。